# Horsburgh Lighthouse
Horsburgh Lighthouse ist ein Leuchtturm (englisch Lighthouse) auf Pedra Branca, einer kleinen Felseninsel beim Übergang vom Südchinesischen Meer zur Straße von Singapur. Er ist seit dem 15. Oktober 1851 in Betrieb und der älteste Leuchtturm von Singapur.

## Vorgeschichte
Das Seegebiet um Pedra Branca war durch seine Riffe über Jahrhunderte berüchtigt und wurde 1583 erstmals vom holländischen Entdecker Jan Huygen van Linschoten beschrieben. Allein zwischen 1824 und 1851 gingen 16 Schiffe verloren und die hohe Anzahl von Grundberührungen lockte zusätzlich Piraten an. Auf einem Treffen in Kanton (heute Guangzhou) wurde am 22. November 1836 beschlossen, die Sicherheit in diesem Seegebiet durch einen Leuchtturm zu erhöhen und ihn nach James Horsburgh, einem schottischen Hydrographen der Britischen Ostindien-Kompanie, zu benennen.
Für den Bau des Leuchtturms wurden bis zum April 1842 über 5.500 Spanische Dollar von Kaufleuten, Kapitänen und nautischen Offizieren gestiftet. Zwei Jahre später gab der Gouverneur des Straits Settlements Erkundungen in Auftrag, deren Ergebnis im November 1844 von John Turnbull Thomson an die Admiralität zur Entscheidung vorgelegt wurde. Entgegen seinem Vorschlag, den Leuchtturm auf Peak Rock zu errichten, entschied sich die Admiralität im April 1846 für Pedra Branca.
Vor dem Beginn des Nordostmonsuns brachte Thomson am 1. November 1847 verschiedene Mauerziegel nach Pedra Branca um ihre Widerstandsfähigkeit gegen den Seegang zu testen. Bei seiner Rückkehr auf die Insel stellte er am 1. März 1848 fest, dass auf der Nordseite Ziegel weggespült waren. Dieses Ergebnis führte zur Entscheidung, die Außenwände des Turms aus Granit zu errichten.

## Bauzeit
Anfang 1850, noch während des Monsuns, begann Thomson mit den Bauvorbereitungen. Für die Auswahl des Leuchtfeuers und dessen Bauaufsicht engagierte er Alan Stevenson, einen Ingenieur des Northern Lighthouse Board. Der Auftrag für das eigentliche Bauwerk ging an einen chinesischen Unternehmer. Die ursprüngliche Idee, den Granit von Pedra Branca zu nutzen, scheiterte daran, dass nicht genug Steinmetze für die Arbeiten auf der unbewohnten Felseninsel gefunden werden konnten. Thomson entschied sich deshalb für Pulau Ubin, wo die Arbeiter den Granit schneiden und für den Transport zur Baustelle vorbereiten konnten.
Nach mehreren Versuchen, ausreichend Material auf die Insel zu bringen, konnten die Bauarbeiten auf Pedra Branca am 12. April 1850 beginnen. Die Grundsteinlegung erfolgte am 24. Mai, dem Geburtstag von Queen Victoria. Vor dem erneuten Einsetzen des Nordostmonsuns wurde die Insel am 21. Oktober 1850 von Thomson und seinen Bauarbeitern verlassen. Die Arbeiten auf Pulau Ubin und der Hauptinsel gingen indes weiter.
Ende März 1851 kehrte das Team auf die Insel zurück und konnte den Turm bis Mitte Juni fertigstellen. Das Laternenhaus und das Leuchtfeuer erreichten Pedra Branca am 27. August und am 21. September 1851 war der Leuchtturm betriebsbereit. Nach einem Besuch des Gouverneurs und zahlreichen Gästen wurde das Leuchtfeuer am 27. September erstmals gezündet und seit dem 15. Oktober 1851 ist es dauerhaft in Betrieb. Die Baukosten beliefen sich auf 23.665 Spanische Dollar, von denen 7.411 Spanische Dollar gespendet waren. Die übrigen Kosten wurden von der Regierung übernommen.

## Modernisierungen
Nach seiner Inbetriebnahme ist der Leuchtturm mehrmals modernisiert und erweitert worden. 1887 wurde eine Fresnel-Linse in einem dafür erhöhten Laternenhaus installiert und der ursprüngliche Argandbrenner wurde 1930 durch eine Petroleumlampe ersetzt. Für die Leuchtfeuerwärter ist 1947 um den Turm herum ein zusätzliches Wohngebäude errichtet worden und 1959 wurde die Station mit einem Kreisfunkfeuer ausgerüstet. Die Elektrifizierung des Leuchtfeuers erfolgte 1966 und 1988 wurde es auf Sonnenenergie umgestellt und automatisiert. Ein Jahr später wurde ein Radarturm zur Überwachung des Schiffsverkehrs errichtet und 1992 erhielt die kleine Insel einen Hubschrauberlandeplatz für das Wartungspersonal.
Die Kennung des Leuchtfeuers besteht aus einem weißen Blitz mit einer Wiederkehr von zehn Sekunden (Fl.W.10s). Aufgrund seiner Bedeutung ist der Turm zusätzlich mit einer Radarantwortbake und einem Automatic Identification System ausgerüstet.